# République d'Abkhazie
Ne pas confondre avec la république autonome d'Abkhazie, reconnue internationalement.
République d'Abkhazie
(ab) Аԥсны Аҳәынҭқарра 
(ru) Республика Абхазия 

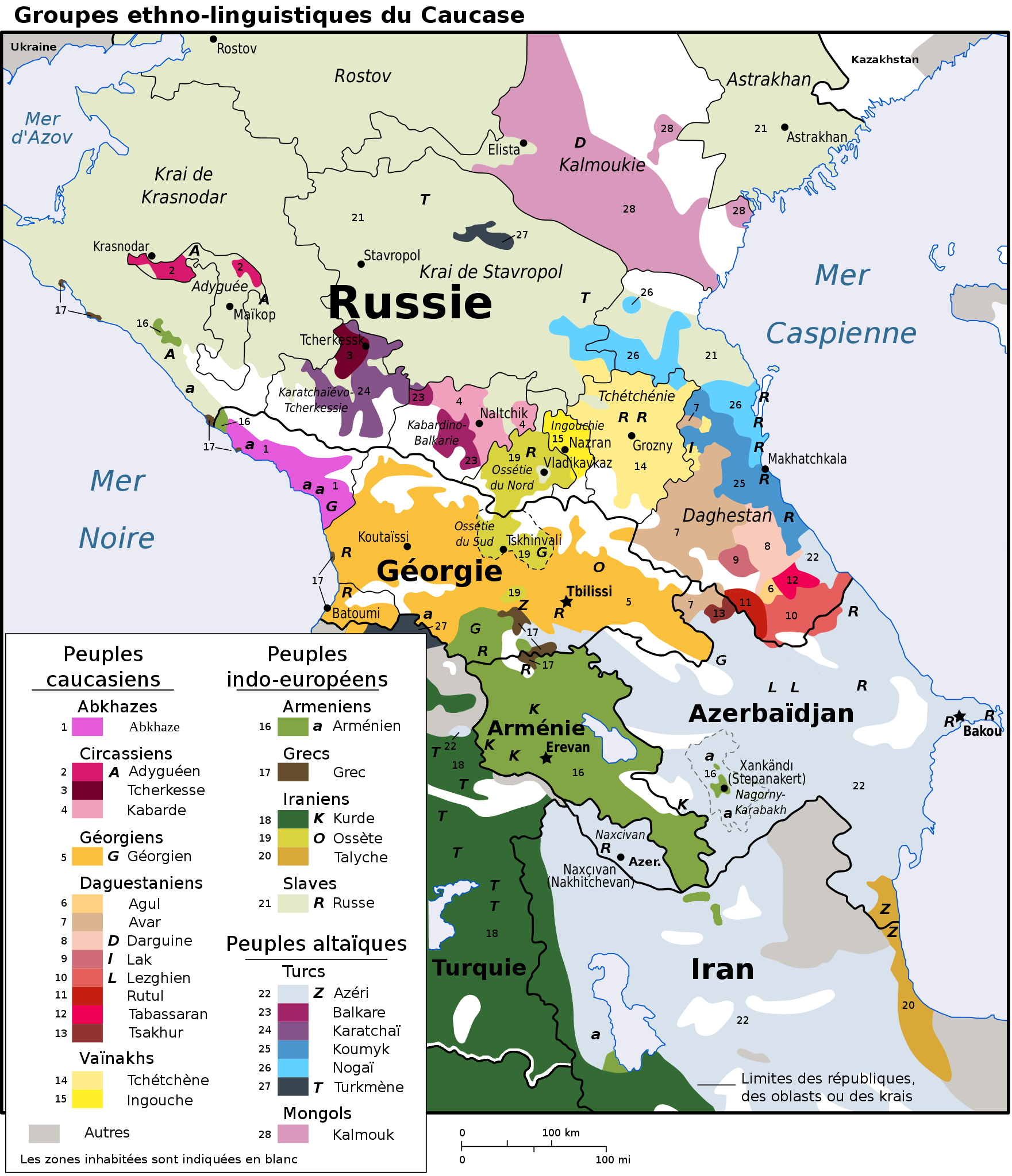
Ethnies et langues au Caucase.

L’Abkhazie (en abkhaze : Аԥсны / Aṗsny ; en russe : Абхазия / Abkhazia), en forme longue la république d'Abkhazie (en abkhaze : Аԥсны Аҳәынҭқарра / Aṗsny Aħ˚yntkarra ; en russe : Республика Абхазия, Respoublika Abkhazia), est un État sécessionniste de Géorgie partiellement reconnu internationalement, qui a déclaré son indépendance à la suite de la chute de l'Union soviétique en 1992. Située entre les montagnes du Caucase et bords de la mer Noire, elle s'étend sur 8 653 km2, et est peuplée de 243 958 habitants. Elle partage des frontières avec la Russie au Nord et la Géorgie au sud.
La république d'Abkhazie n’a, entre 1992 et 2025, été reconnue que par sept États : la Russie, le Nicaragua, le Vénézuéla, Nauru, les Tuvalu, le Vanuatu et la Syrie. Le Vanuatu et les Tuvalu se sont toutefois rétractés par la suite. Pour l'Organisation des Nations unies, l’Abkhazie est un des territoires géorgiens occupés par la Russie, avec l'Ossétie du Sud, situés dans les frontières internationalement reconnues de la Géorgie, pour laquelle elle constitue la république autonome d'Abkhazie.

## Histoire

### Préhistoire
Les premières traces archéologiques d'un établissement humain dans le Caucase occidental remontent à environ 4 000 ans av. J.-C. Mais l'ancienneté de l'homme de Dmanissi voisin laisse à supposer que cette présence est certainement beaucoup plus ancienne.

### Iermillénaireav. J.-C.
Du IXe au VIe siècle av. J.-C., le territoire de l'Abkhazie moderne fait partie du royaume antique de Colchide.
En 63 av. J.-C., l'Abkhazie, qui, dans les sources classiques grecques et latines, est appelée Abasgie, fait partie du royaume d'Egrisie. Les commerçants grecs établissent des comptoirs le long du rivage de la mer Noire (alors appelée Pont-Euxin). Ils fondent la cité de Dioscurias, qui devient par la suite la ville moderne de Soukhoumi, capitale historique de l'Abkhazie.

### Époques romaine et byzantine
L'Égrisie (ou Lazica) est conquise par l'Empire romain au Ier siècle, et reste romaine jusqu'au VIIe siècle. La présence romaine ne s'étend qu'aux villes portuaires. Un avant poste romain est installé à Dioscurias. Après le ive siècle, le royaume de Lazique retrouve une certaine indépendance, mais reste dans la sphère d’influence de l’Empire byzantin. Anacopia en devient la capitale. L'Etat lazique est majoritairement chrétien, avec le siège de l’archevêque à Pityus.
Vers le milieu du vie siècle, les Byzantins et la Perse sassanide voisine se battent pour la suprématie sur l’Abkhazie, un conflit connu sous le nom de guerre lazique. Pendant la guerre, les Abkhazes se révoltent contre l’Empire byzantin et demandent l’aide des Sassanides. La révolte est réprimée par le général Bessas,.
Vers 778, le prince Léon II d'Abkhazie, avec l’aide des Khazars, déclare son indépendance de l’Empire byzantin et transfère sa résidence à Koutaïssi. Au cours de cette période, la langue géorgienne remplace le grec comme langue d’alphabétisation et de culture.

### DuIXeauXIXesiècle
Au IXe siècle, l’Abasgie s'unit au royaume géorgien d'Iméréthie et prend le nom d’Abkhazie (Royaume d'Abkhazie). La faiblesse du roi Théodose III d'Abkhazie face aux nobles a achevé d'affaiblir le pays. L'eristavi (gouverneur) de Karthli, Ioané Marouchisdzé, s'allie alors avec la noblesse de l'Ibérie et de l'Abkhazie. Tous s'accordent sur le fait qu'il faut un nouveau roi puissant qui unifierait les deux pays. Le jeune Bagrat III, fils de Gourgen, roi titulaire d'Ibérie, et de Gourandoukht, fille du roi Georges II d'Abkhazie, héritier de la famille Bagration, est investi des attributs royaux en 978 apr. J.-C. Bagrat III de Géorgie, devenu roi d'Abkhazie, commence à ce moment à mettre de l'ordre dans les affaires abkhazes, calme les nobles et se place en monarque loyal et honnête. Il réunit en 1010 ap. J.-C. les différents royaumes géorgiens pour former le premier royaume de Géorgie.
Au XVIe siècle, le royaume géorgien se déchire entre les principales familles aristocratiques et est conquis par l'Empire ottoman sous lequel une partie des Abkhazes se convertit à l'Islam. Les Ottomans sont chassés par les Géorgiens, qui rétablissent la principauté autonome d'Abkhazie sous la dynastie des Sharvashidze, ou Charvachidzé selon la transcription française traditionnelle.

### L'Abkhazie russe
Aux XVIIIe et XIXe siècles, l'Empire russe conquiert le Caucase après une farouche résistance des populations musulmanes telles que les Balkars, les Karatchaïs ou les Tcherkesses. Chrétien, le prince d'Abkahzie fait appel aux Russes en 1810 pour libérer la région du joug turc, mais les Russes ne s'emparent graduellement de l'Abkhazie qu'entre 1829 et 1842, car de nombreux seigneurs musulmans leur résistent. Les Russes ne contrôlent vraiment la région qu'après 1864, lorsque la principauté abkhaze est absorbée par la Géorgie, déjà russe depuis 1810. Beaucoup d'Abkhazes turcisés après le XVIe siècle et donc musulmans (constituant 60 % de la population de la région selon les recensements de l'époque) émigrent vers l'Empire ottoman entre 1864 et 1878.
Les historiens abkhazes et turcs contemporains affirment que cet exil massif a laissé de nombreuses régions inhabitées et que ces dernières se sont ensuite peuplées d'Arméniens, de Géorgiens, de Pontiques venus d'Anatolie et de Russes. En revanche, pour les historiens géorgiens, grecs et européens, les Abkhazes actuels sont les descendants des Adyguéens et des Abazes descendus du versant nord du Caucase lors de la conquête russe, pour peupler l'Abkhazie où, depuis l'époque du royaume de Colchide, vivaient déjà des Géorgiens, principalement des Mingrèles et des Svanes. Quoi qu'il en soit, les Abkhazes sont minoritaires dans la région au début du XXe siècle et en 1990, ils ne composent que 17 % de la population abkhaze (contre 44 % de Géorgiens).
Sous l'Empire russe, l'Abkhazie fait partie du district géorgien de Koutaïs.

### L'Abkhazie soviétique
Après la révolution russe de 1917, l'Abkhazie fait partie de la république géorgienne proclamée en juin 1918 (et reconnue par les Alliés en janvier 1920), conquise par l'Armée rouge en janvier 1921. L’Abkhazie est devenue une république socialiste soviétique avec le statut de « république par traité » associée à la RSS de Géorgie. En 1922, un statut de république fédérée dans la nouvelle république socialiste fédérative soviétique de Transcaucasie est conféré. Lorsque la RSFS de Transcaucasie est divisée en trois, le pouvoir soviétique pratique en Abkhazie une politique pro-géorgienne : en 1931, Staline, lui-même Géorgien, fait de l'Abkhazie une république socialiste soviétique autonome subordonnée à la RSS de Géorgie, ferme les écoles abkhazes, fait écrire l'abkhaze en alphabet géorgien et impose l'utilisation du géorgien dans l'enseignement. Le dirigeant d’alors de l’Abkhazie, Nestor Lakoba, un ami de Staline, résistait à la collectivisation et protégeait certains autres dirigeants. Il suggéra Lavrenti Beria comme dirigeant de la Géorgie à un Staline lassé des clans et du népotisme qui avaient alors cours en Géorgie.
Beria, nommé secrétaire du Parti communiste géorgien, encouragea de nombreux Géorgiens et Russes à immigrer en Abkhazie. Les Abkhazes protestent contre cette « géorgisation » de l'Abkhazie lors de manifestations en 1932, 1957, 1964 et 1967 et 1978, qui sont autant d'échecs dont l'effet le plus immédiat est d'envoyer les participants et leurs familles en déportation.
Après la mort de Staline et de Beria, le pouvoir politique penche cette fois en faveur des Abkhazes : les écoles rouvrent, la langue s'écrit désormais en alphabet cyrillique (adapté), leurs propres radios et télévisions émettent en abkhaze et leur représentation ethnique dans l'appareil de la RSSA augmente. Cette évolution permet de raffermir la « conscience ethnique » abkhaze.
- République socialiste soviétique abkhaze (1921-1931)
- République socialiste soviétique autonome d'Abkhazie (1931-1992)
- République socialiste fédérative soviétique de Transcaucasie (1922-1936, Azerbaïdjan-Arménie-Géorgie)

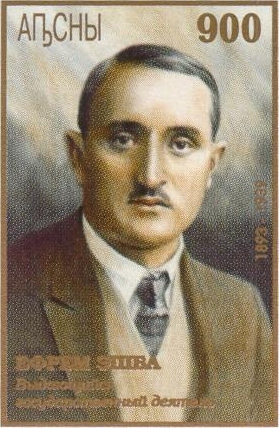
Efrem Eshba (en) (1893-1939)
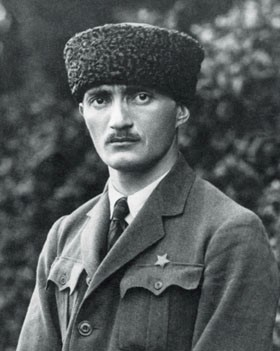
Nestor Lakoba (1893-1936)

### La guerre en Abkhazie (1989-)
Alors que l'Union soviétique commence à se désintégrer à la fin des années 1980, il se produit en Géorgie, avec l'Abkhazie et l'Ossétie du Sud, le même phénomène qu'en Azerbaïdjan avec le Haut-Karabakh, en Ukraine avec la Crimée ou en Moldavie avec la Transnistrie et la Gagaouzie : face aux mouvements centrifuges et indépendantistes des républiques unionales (Géorgie, Azerbaïdjan, Ukraine ou Moldavie), le pouvoir russe encourage et soutient l'autonomie des minorités locales (Abkhaze et Ossète en Géorgie, Arménienne en Azerbaïdjan, Russe en Ukraine et Moldavie). Cela a pour effet de dresser les habitants les uns contre les autres, et de poser l'armée soviétique en arbitre.
Les tensions ethniques augmentent dans toutes ces régions. Lorsqu'en 1989, les Géorgiens manifestent à Tbilissi demandant l'indépendance de la Géorgie (Abkhazie incluse) beaucoup d'Abkhazes s'y opposent, craignant qu'une Géorgie indépendante n'inaugure une nouvelle période de « géorgisation », et réclament l'indépendance de l'Abkhazie. Le litige devient violent quand des émeutes entre Géorgiens et Abkhazes éclatent à Soukhoumi le 16 juillet 1989. On compte au moins 18 morts et 137 blessés à la suite de l'ouverture d'une antenne de l'université de Tbilissi à Soukhoumi. Après plusieurs jours de violences, les troupes soviétiques entrent dans la ville et accusent des milices nationalistes de provoquer ces affrontements.
La Géorgie proclame son indépendance le 19 avril 1991, et l'ancien dissident soviétique Zviad Gamsakhourdia devient président en mai. Gamsakhourdia défend une ligne nationaliste et centralisatrice à l'égard des minorités nationales (Ossètes, Abkhazes, Adjares, Avars, Russes). En décembre, la Garde nationale géorgienne, sous le commandement du chef de guerre Tenguiz Kitovani, assiège les bureaux de Gamsakhourdia à Tbilissi. Après deux mois de combats et de paralysie de l'État, Gamsakhourdia quitte le pouvoir et se réfugie dans sa région, la Mingrélie voisine de l'Abkhazie.
Le 21 février 1992, le Conseil militaire de Géorgie qui gouverne le pays annonce qu'il abolit la constitution soviétique et qu'il rétablit la constitution de la république démocratique de Géorgie de 1920. Beaucoup d'Abkhazes interprètent cela comme une abolition de leur statut d'autonomie. En réponse, le 23 juillet, le gouvernement abkhaze déclare l'indépendance, bien que celle-ci ne soit pas reconnue internationalement. Le gouvernement géorgien accuse les partisans de Gamsakhourdia d'avoir kidnappé le ministre de l'Intérieur géorgien et de le retenir captif en Abkhazie. Les autorités abkhazes rejettent les demandes du gouvernement, déclarant que ce n'était qu'un prétexte pour l'invasion.
Edouard Chevardnadze, un ancien ministre soviétique des Affaires étrangères, est nommé président de la Géorgie en mars 1992 par le Conseil militaire.
Le 14 août 1992, le gouvernement géorgien envoie 3 000 hommes dans la région. Après un bref cessez-le-feu obtenu par les Russes, les Géorgiens continuent leur offensive vers le nord de l'Abkhazie et occupent Soukhoumi. Le front se stabilise entre octobre 1992 et mars 1993. Des centaines de volontaires viennent de Russie (principalement des Caucasiens, Cosaques, Ossètes, Tchétchènes, dont Bassaïev) se joindre aux séparatistes abkhazes pour combattre les forces gouvernementales géorgiennes.
En juillet 1993, les paramilitaires abkhazes et russes lancent une offensive majeure. Soukhoumi est encerclée et lourdement bombardée, Chevardnadze lui-même étant bloqué dans la ville. Une trêve est conclue sous l'égide de la Russie le 27 juillet.
Le gouvernement géorgien doit alors faire face à une seconde menace : un soulèvement des partisans du leader déchu Zviad Gamsakhourdia dans la province de Mingrélie.
Profitant de ce second front, les Abkhazes rompent la trêve à la mi-septembre et contrôlent Soukhoumi le 27 septembre. Le président de Géorgie, Edouard Chevardnadze, échappe de peu à la mort : alors qu'il s'était juré de rester dans la ville quelles que soient les circonstances, il est finalement contraint de fuir quand des tireurs d'élite séparatistes atteignent l'hôtel où il réside. Chevardnadze doit s'en remettre à la marine russe pour l'évacuer de Soukhoumi.
Les Abkhazes rejettent les forces géorgiennes hors d'une grande partie du territoire de la république. Le gouvernement de Chevardnadze accuse la Russie d'apporter un soutien logistique aux indépendantistes dans le but de « détacher de la Géorgie un territoire historique et de déplacer la frontière russo-géorgienne ». À la fin de l'année, les indépendantistes contrôlent l'Abkhazie à l'ouest de Soukhoumi.
Près de 100 000 Géorgiens et environ 200 000 Abkhazes, Russes et Arméniens quittent l'Abkhazie pendant la guerre.

### L'après-guerre
La position des dirigeants abkhazes a changé avec les gouvernements : une partie des dirigeants souhaite une indépendance complète et une autre, une association avec la Russie. Le gouvernement russe a toujours éludé cette dernière proposition, craignant l'effet négatif d'une telle action sur ses relations avec la Géorgie. Le 28 novembre 2003, le parlementaire russe Jirinovski a proposé une telle résolution à la Douma, mais elle est rejetée. Néanmoins beaucoup de citoyens d'Abkhazie possèdent la citoyenneté russe, et les Abkhazes, au contraire des Géorgiens allant en Russie, n'ont pas besoin de visa.
L'OSCE, l'UE et l'ONU soutiennent que l'Abkhazie dépend de la Géorgie et que les nombreux réfugiés géorgiens qui ont fui après la guerre de 1992-1993 doivent être autorisés à retourner chez eux avant qu'un vote acceptable sur l'indépendance ne soit organisé.[réf. nécessaire]
La position du gouvernement géorgien est ferme sur la réunification de l'Abkhazie avec la Géorgie, mais les modalités de règlement proposées ont varié, particulièrement sous le gouvernement du président Saakachvili.
Il a fait, au fil du temps, deux propositions de plan de paix : le premier consiste à diviser la Géorgie en sept entités, chacune avec les pouvoirs sur l'économie et la police, la défense et les affaires étrangères étant du ressort du gouvernement fédéral. Le second propose une fédération entre la Géorgie et l'Abkhazie, sur un modèle approchant celui de Serbie-et-Monténégro.
Après la démission forcée, en 2004, du chef adjar Aslan Abachidzé, Saakachvili propose que l'Abkhazie et l'Ossétie du Sud soient réintégrées de la même manière. Dans les mois qui suivent, il ne propose plus cette solution.
Saakachvili a aussi essayé de représenter le litige abkhaze comme une affaire entre la Géorgie et la Russie, à la suite de l'aide de cette dernière aux séparatistes. Il a présenté le gouvernement séparatiste comme une marionnette soumise aux Russes. Il a poussé à un retrait complet des soldats russes de la mission CISPKF de la force maintien de la paix de la CEI, ou au moins à une redéfinition de son mandat, ainsi qu'à la fermeture des bases militaires russes du territoire abkhaze. En 2003, les Russes ont fermé leurs bases, ne laissant que la force de maintien de la paix.
Le gouvernement abkhaze et l'opposition parlementaire abkhaze s'opposent résolument à une réunification avec la Géorgie, quels qu'en soient les termes.
Depuis août 2004, l'État géorgien tente de reprendre le contrôle de cette république d'Apsny en tirant sur tout navire s'approchant des côtes abkhazes et du port de Soukhoumi, la capitale.[réf. nécessaire]
En octobre 2004, le candidat de l'opposition Sergueï Bagapch remporte l'élection présidentielle face à Raul Khadjimba avec 50,8 % des voix. Khadjimba conteste cette élection et le 12 janvier 2005, une nouvelle élection a lieu : Bagapch est élu président et Khadjimba vice-président.
En 2008, lors de la deuxième guerre d'Ossétie du Sud, l'Abkhazie récupère militairement les gorges de Kodori qui étaient jusqu’alors contrôlées par l'armée géorgienne.
Le 17 février 2010, un accord pérennise la présence de l'armée russe, 1 700 militaires à cette date, pour 49 ans. Le pays survit alors principalement grâce à l'aide de la Russie, 60 % du budget étant pris en charge directement par Moscou.
Le 29 mai 2011, le président Bagapch meurt à Moscou, le vice-président Alexandre Ankvab assure alors l'intérim avant d'être élu président le 26 août suivant.
En 2013, la république d'Abkhazie aurait accueilli sur son sol 400 réfugiés syriens d'origine abkhaze ou abkhazo-tcherkesse, alors que ceux-ci fuient la guerre civile dans leur pays, leur garantissant automatiquement la citoyenneté abkhaze. Un total de 1 000 citoyens syriens d'origine abkhaze vivent en Syrie.

### Crise politique de 2014
À la fin du mois d'avril 2014, l'opposition donne un ultimatum fixé au 5 mai au président Ankvab pour entreprendre des réformes radicales. Le 27 mai 2014, dans le centre de Soukhoumi 10 000 partisans de l'opposition abkhaze se rassemblent. Le même jour, le siège du président Alexandre Ankvab à Soukhoumi est pris d'assaut par des groupes d'opposition dirigés par Raul Khadjimba, forçant le premier à prendre la fuite pour Goudaouta. L'opposition affirme que les manifestations ont été déclenchées par la pauvreté, mais le principal point de discorde semble être la politique libérale d'Ankvab à l'égard des Géorgiens de souche dans la région de Gali. L'opposition déclare que ses politiques pourraient mettre en danger l'identité ethnique abkhaze de l'Abkhazie. Le ministère géorgien des Affaires étrangères appelle la communauté internationale à agir contre l'agitation politique en Abkhazie.
Dans la nuit du 28 au 29 mai, le sous-secrétaire du Conseil de sécurité de Russie, Rachid Nourgaliev, rencontre Ankvab, ce dernier décrivant les événements comme une « tentative de coup d'État armé. » Il a également été rapporté qu'Ankvab a rencontré l'aide de Poutine, Vladislav Sourkov. Le 28 mai, Sourkov rencontre également des dirigeants de l'opposition, Raul Khadjimba, Sergueï Chamba, Akhra Bjania et Vitali Gabniy, ainsi que des législateurs du parlement de l'Abkhazie. Le 30 mai, les médias rapportent qu'Ankvab s'est réfugié à la base militaire russe de Goudaouta en raison de problèmes de sécurité.
Le 31 mai, le Président du parlement abkhaze nomme Valeri Bganba président par intérim. Il a également décidé de tenir une élection présidentielle anticipée prévue pour le 24 août. La résolution dit que le document a été adopté « dans le cadre de l'incapacité d'Alexandre Ankvab à exercer les pouvoirs et les responsabilités du président de la république d'Abkhazie… ». Le vote des 35 membres du Parlement abkhaze visant à destituer le président était de 24 voix pour et 0 contre, avec une abstention. Bien que le Parlement eût la majorité des deux tiers requise par la loi pour dépouiller le président du pouvoir, le vote a apparemment violé de nombreuses autres dispositions de la Constitution. Dans la soirée, Ankvab démissionne après l'émission d'un communiqué dans lequel il a accusé ses opposants d'avoir violé la Constitution abkhaze ainsi que des normes morales. L'élection anticipée d'août 2014 est remportée par Raul Khadjimba avec plus de 50 % des suffrages.

### Depuis 2014
En 2018, la reconnaissance diplomatique de l'Abkhazie par la Syrie relance le débat sur le projet de réouverture de l’aéroport de Soukhoumi qui pourrait proposer des vols directs vers Caracas, Managua (Nicaragua), Moscou et Damas, et permettra le transport de biens, de personnes et d’équipements militaires entre les autorités locales et les pays en question. Dans la mesure où la Russie dispose d’une base militaire à Gauduta (Abkhazie), les relations bilatérales sont une opportunité pour Moscou qui peut utiliser son avant-poste abkhaze pour soutenir les troupes russes en Syrie ainsi qu’à l’Est de l’Ukraine. La présence de chars T-90 (en service depuis 1992), des essais de système de défense antiaérienne et antimissile mobile S-400 Triumph (SA-21 Growler pour l’Otan) – sans savoir si les équipements sont encore sur place – et la rénovation du chemin de fer entre Gauduta et Sotchi sont autant de facteurs qui attestent du rôle stratégique de l’Abkhazie pour ancrer la présence du Kremlin en Europe et au Moyen-Orient.
La pandémie de COVID-19 arrive en Abkhazie en avril 2020 par la Russie malgré la fermeture des frontières avec celle-ci dès le mois de mars, en août la frontière est rouverte et le nombre de cas explose et passe de 30 à près de 800 en deux mois. En octobre, un hôpital militaire de campagne est déployé par la Russie à la suite de la demande du ministre de la défense abkhaze, Vladimir Anoua pour faire face à la pandémie. En novembre, le président abkhaze Aslan Bzhania rencontre Hazret Sovmen, ancien président de la République d'Adyguée. Ce dernier lui promet une aide de 50 millions de roubles soit environ 500 000 euros à l'Abkhazie pour lutter contre la pandémie. Dès décembre la Russie promet de livrer des doses de vaccin Spoutnik V qui arrivent en mars.
En novembre 2024, le pays est secoué par de violentes manifestations contre une loi autorisant les russes à investir dans l'immobilier du pays, un député est tué par balle dans le parlement, Aslan Bjania président depuis avril 2020 est contraint à la démission et son vice président Badra Gounba occupe l'intérim. Celui ci est élu après les élections anticipées de 2025.

### Galerie incomplète de dirigeants politiques récents

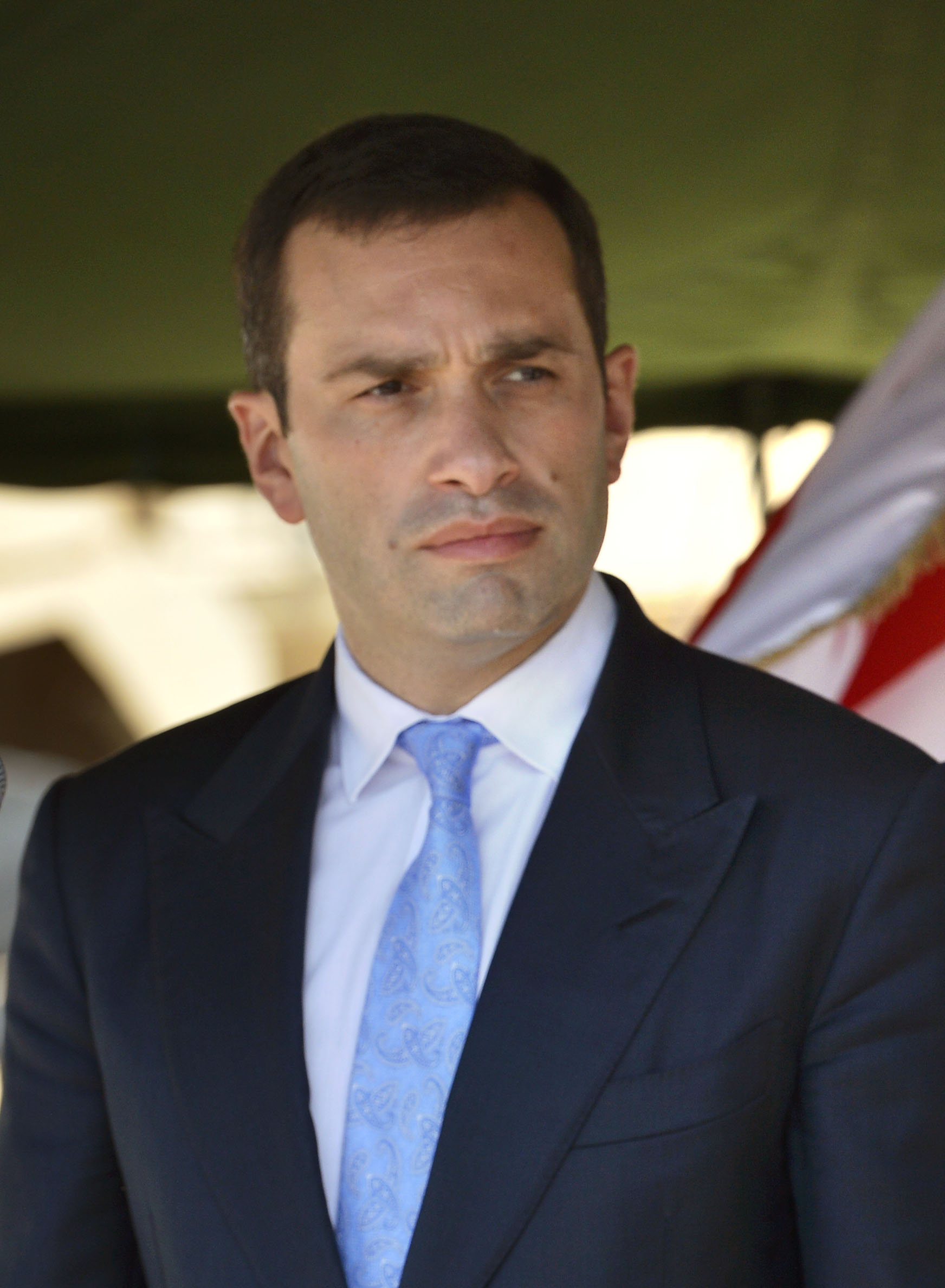
Irakli Alassania 2004-2006
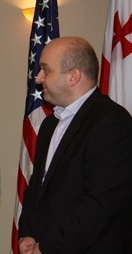
Malkhaz Akishbaia (en) 2006-2009
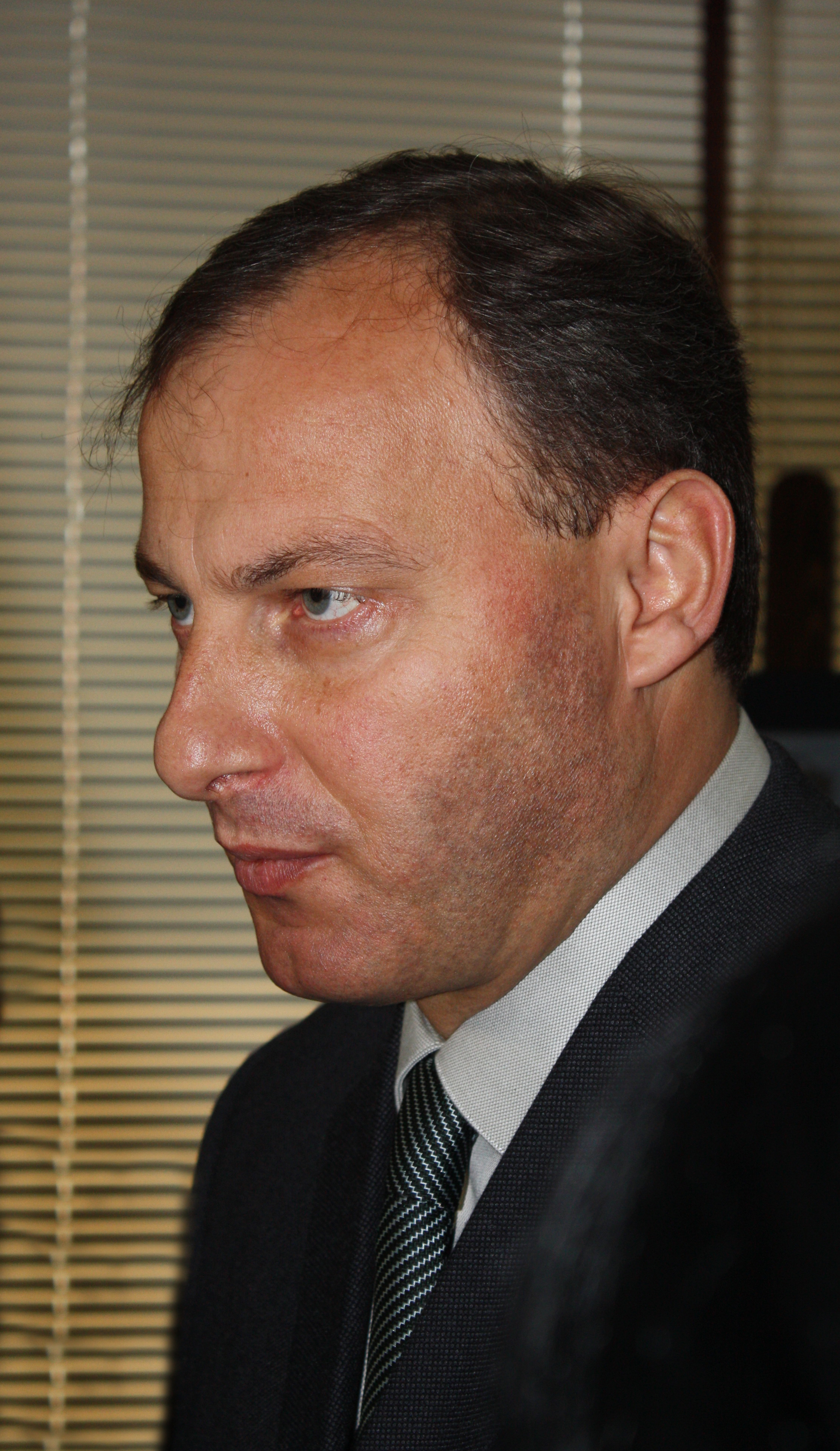
Giorgi Baramia (en) 2009-2013 (gouvernement en exil)
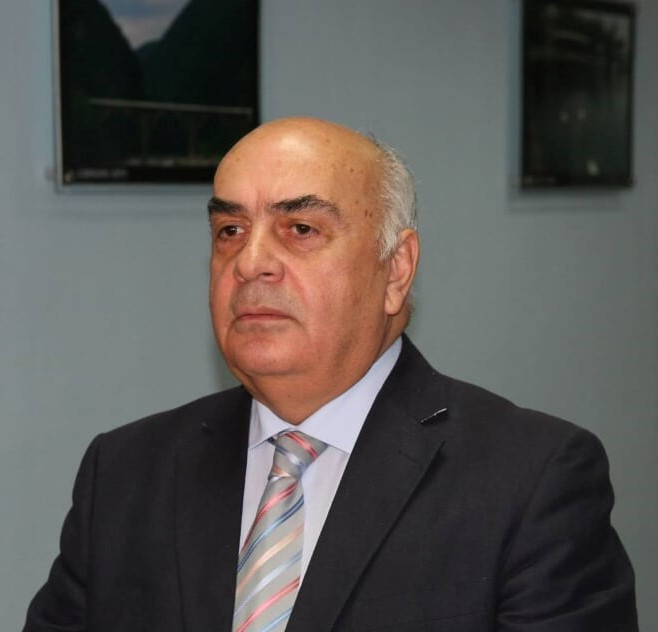
Vakhtang Kolbaia 2013-2019
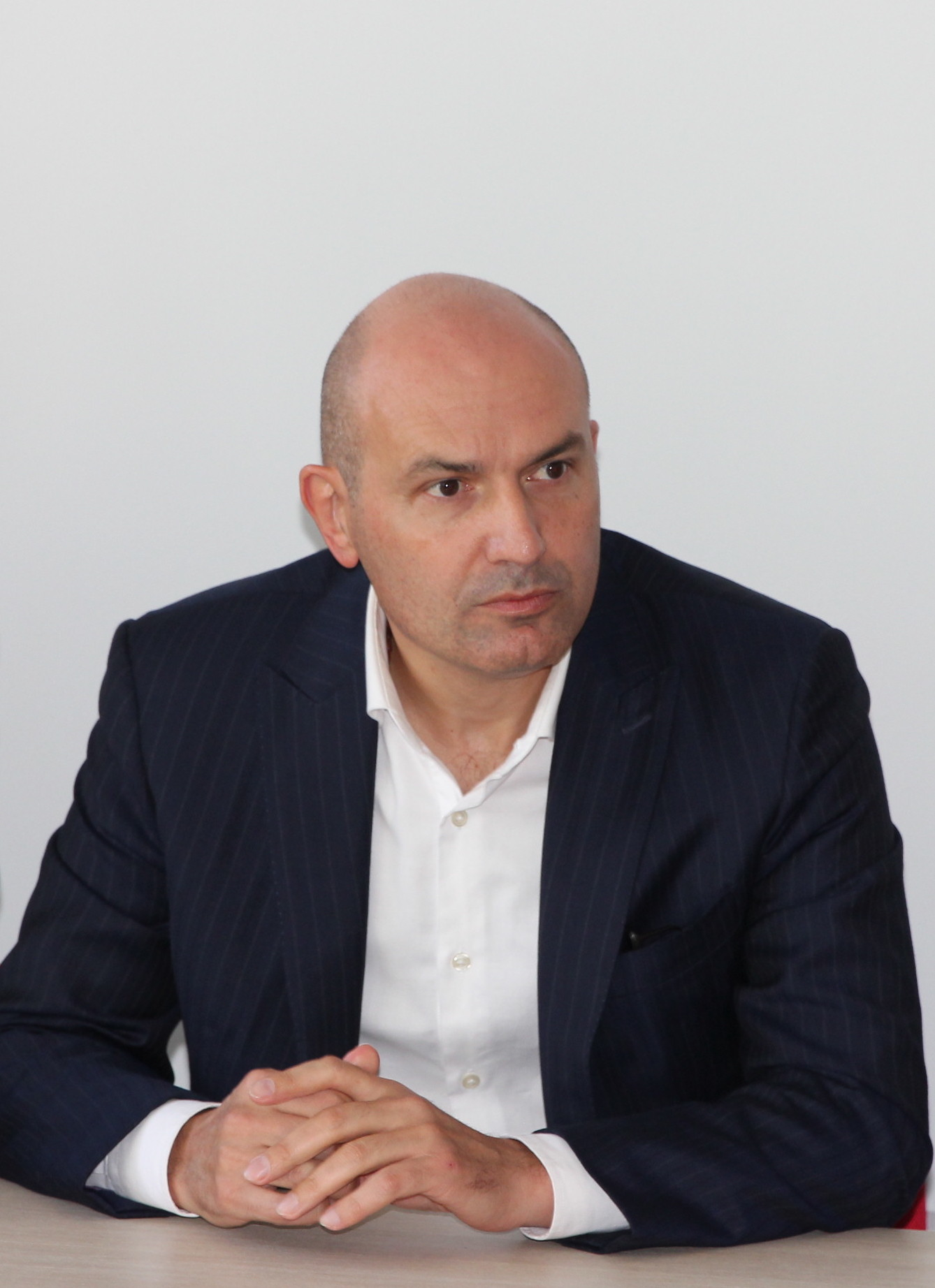
Ruslan Abashidze (en) 2019-2024
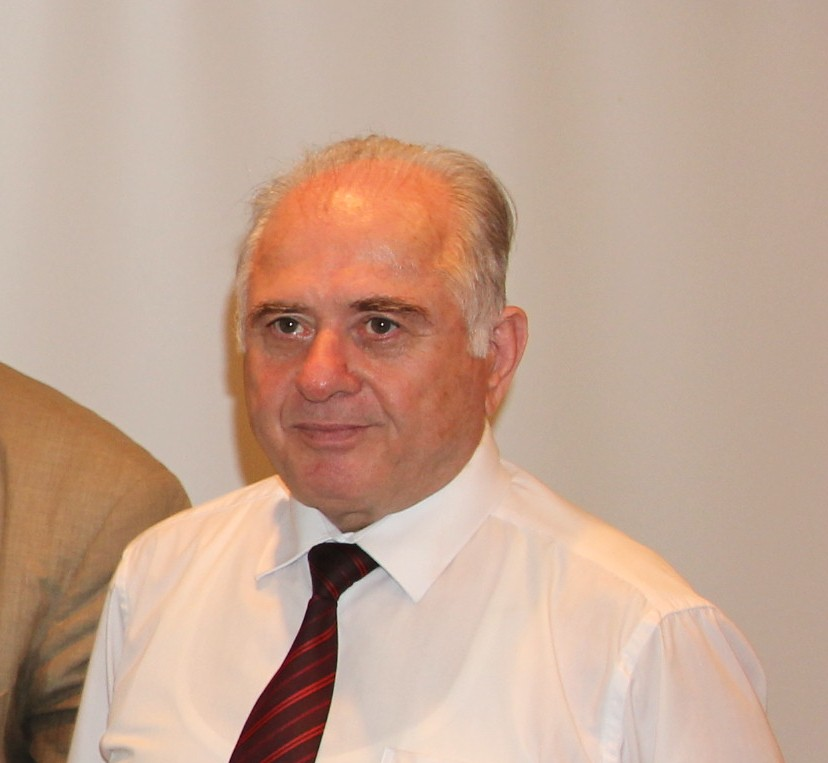
Jemal Gamakharia (en) 2024-présent
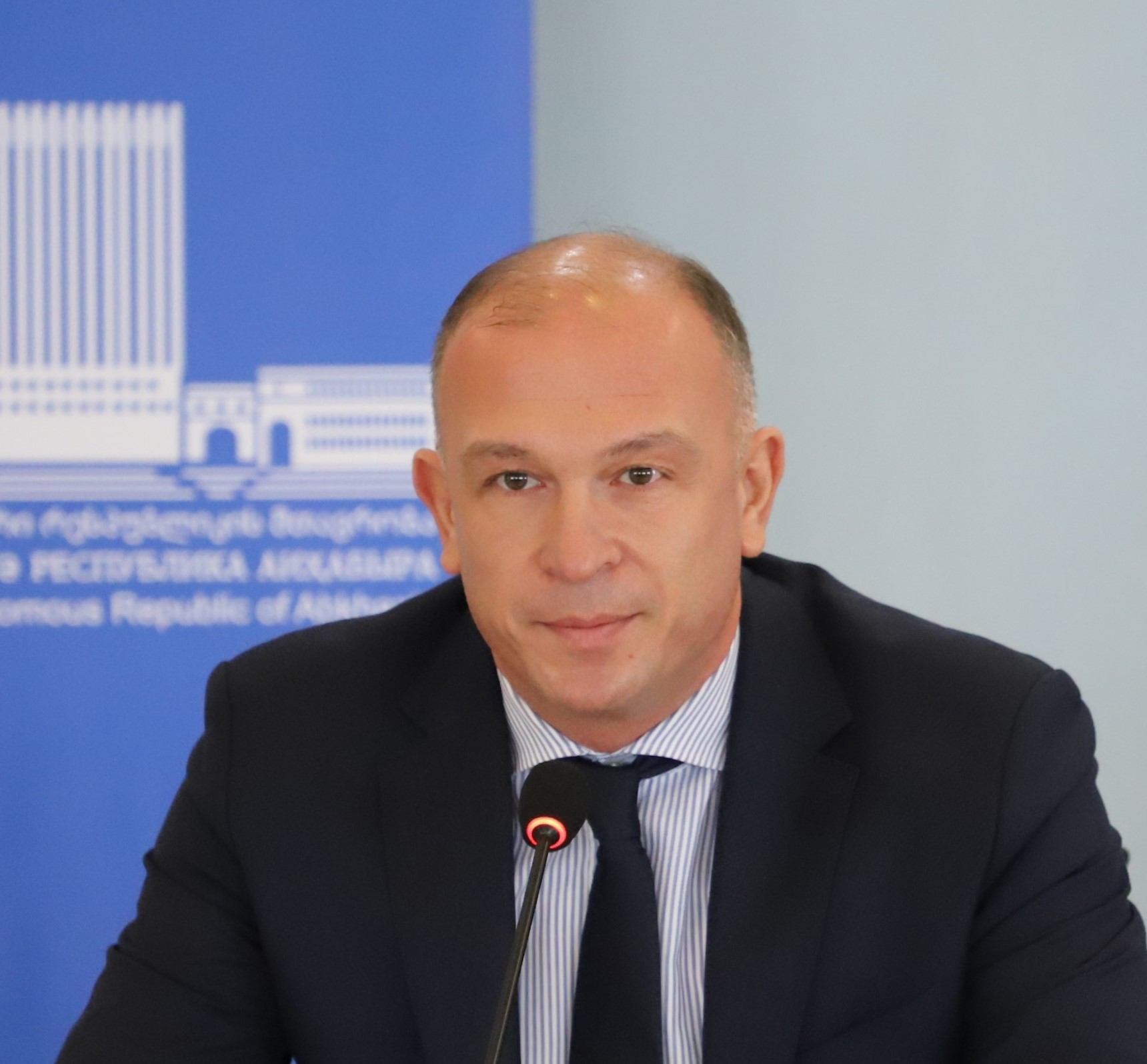
Levan Mgaloblishvili 2024-présent

## Géographie
L'Abkhazie a une superficie d'environ 8 600 km2. Elle est située à l'extrême ouest de la Géorgie, sur la côte nord de la Mer Noire. Les monts du Caucase, au nord et au nord-ouest, séparent l'Abkhazie de la Circassie (en Russie). La rivière Psoou marque la frontière avec le kraï de Krasnodar et la ville de Sotchi. Au sud-est, elle est limitée par la Mingrélie et au sud-ouest par la mer Noire.
L’Abkhazie est très montagneuse (presque 75 % de sa superficie est considérée comme montagnes ou piémont). Les installations humaines sont presque toutes confinées sur la côte et dans les vallées bien irriguées. Le climat est très doux (climat subtropical humide), ce qui fit de l'Abkhazie une destination populaire connue par les Soviétiques sous le nom de « Riviera géorgienne ». Elle est aussi réputée pour sa production agricole : thé, tabac, vin et fruits.
Les montagnes abkhazes abritent la seconde cavité naturelle connue la plus profonde du monde : le Gouffre Veryovkina dont le siphon terminal a été sondé en mars 2018 et la dénivellation totale dépasse les 2 000 mètres. Les spéléologues du monde entier participent à l'exploration de ce gouffre, notamment des Russes et des Ukrainiens.
La république possède 215 kilomètres de façade maritime, 98 kilomètres de frontières terrestres et 39 kilomètres de frontières fluviales.

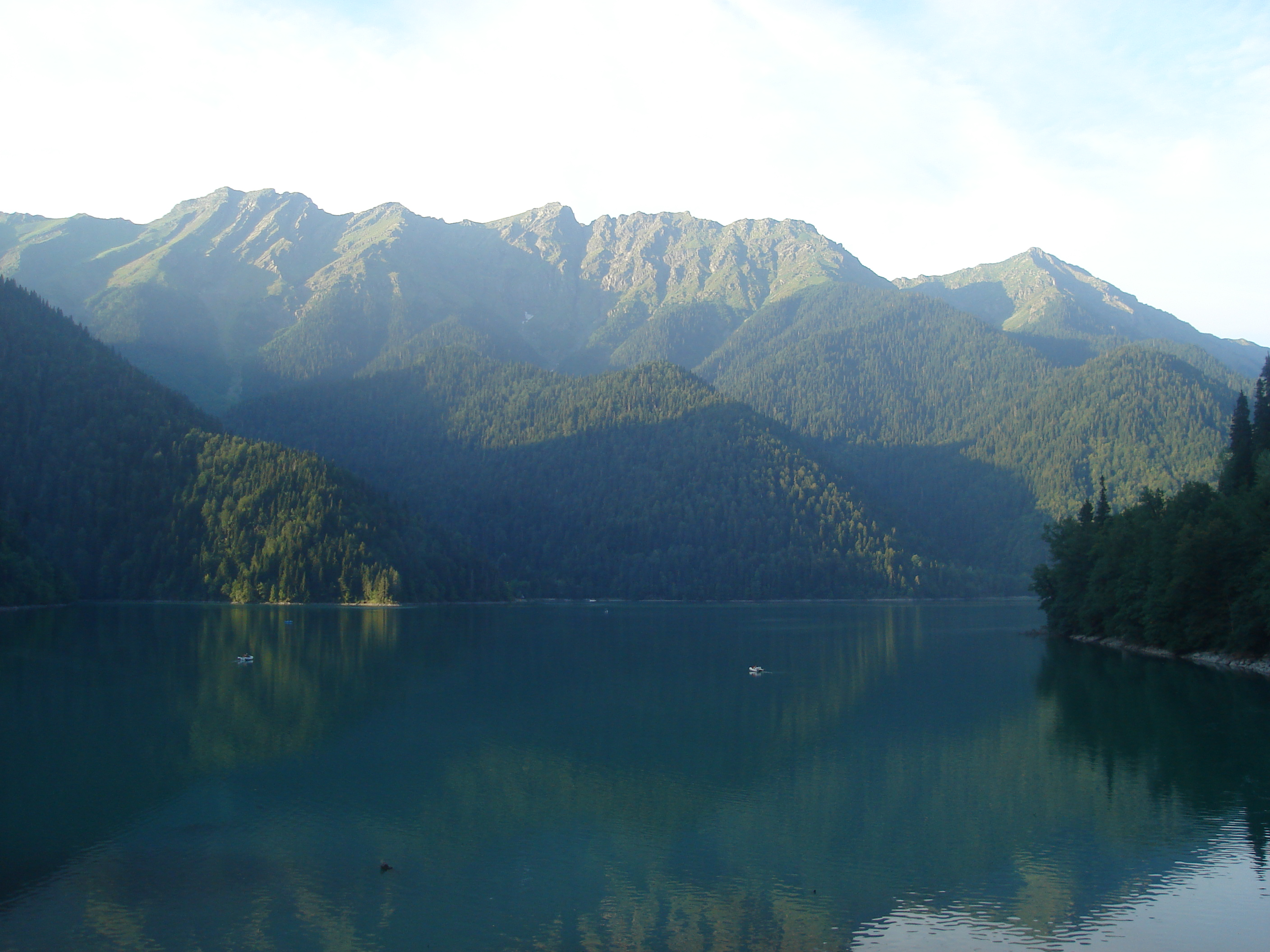
Les montagnes du Caucase entourant le lac Ritsa.
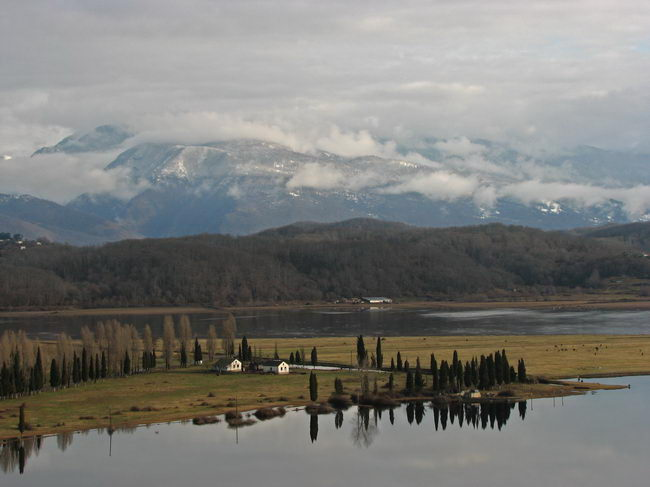
Vue des montagnes du Caucase depuis le cap de Pitsounda.
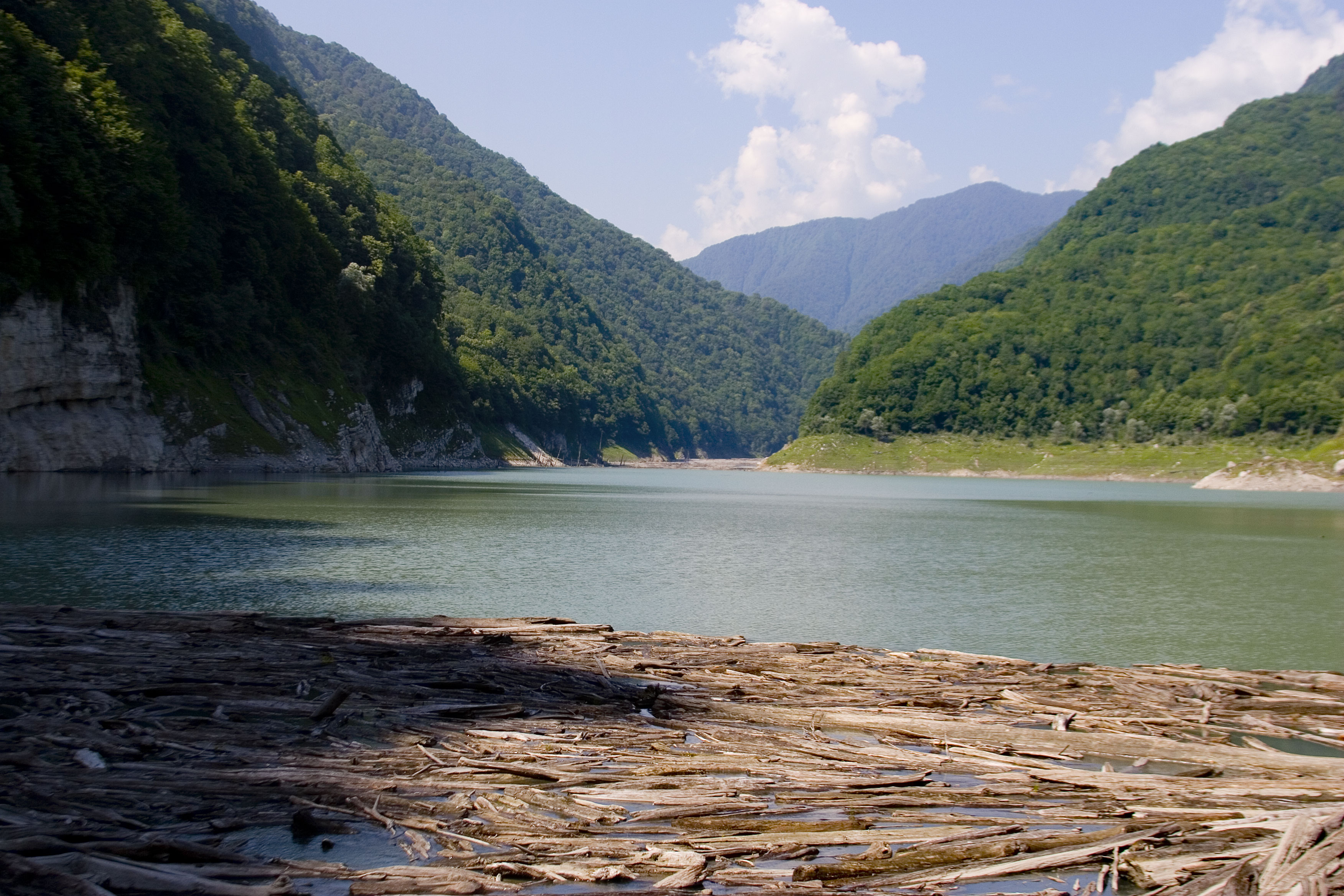
Le lac Amtkeli (district de Goulrypchi), formé en 1891 à la suite d'un tremblement de terre.
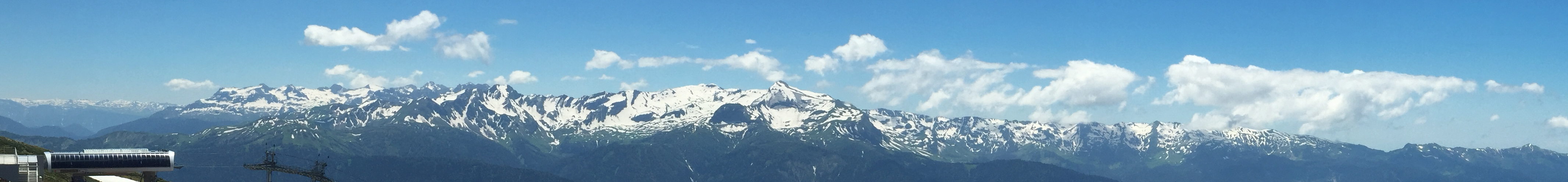
Les montagnes abkhazes vues depuis le sommet des pistes du domaine de Rosa Khutor.

### Divisions administratives

Districts de l'Abkhazie.

L'Abkhazie est divisée en sept districts ou raïons :
1. Gagra, population (recensement 2011) : 40 217 habitants ;
2. Goudaouta, population (recensement 2011) : 36 775 habitants ;
3. Soukhoumi, population (recensement 2011) : 11 531 habitants ;
4. Goulrypchi, population (recensement 2011) : 18 032 habitants ;
5. Otchamtchire, population (recensement 2011) : 24 868 habitants ;
6. Tkvartchéli, population (recensement 2011) : 16 012 habitants ;
7. Gali, population (recensement 2011) : 30 356 habitants.

Il y a neuf villes, qui sont (par ordre d'importance) : Soukhoumi (la capitale), Gagra, Gali (ou Gal), Goudaouta, Goulrypchi, le Nouvel Athos, le port d'Otchamtchiré, la station balnéaire de Pitsounda et Tkvartchéli dans les montagnes. Il existe également 29 villages ou bourgs.

## Reconnaissance du pays
Après une attaque de la Géorgie sur l'Ossétie du Sud, le Parlement de la fédération de Russie vote une motion invitant Moscou à reconnaître l'indépendance de l'Ossétie du Sud-Alanie et de l'Abkhazie le 25 août 2008. Le lendemain, le président Dmitri Medvedev signe les décrets reconnaissant l'indépendance de ces deux pays.
La Biélorussie a annoncé en 2008 qu'elle allait reconnaître prochainement l'indépendance de l'Ossétie du Sud et de l'Abkhazie, ce qu'elle n'a pas fait mi-2011. L'OTSC, l'OCS, l'ALBA ont annoncé leur soutien à la décision de la Russie sans pour autant lui emboîter le pas. Pour la Serbie, qui observe la même attitude, les indépendances de l'Ossétie du Sud et de l'Abkhazie sont comparables à celle du Kosovo.
En dehors de la Russie, l’Abkhazie a été reconnue par le Vénézuéla, le Nicaragua, Nauru, le Vanuatu et les Tuvalu. Cependant, après une période de déclarations contradictoires, le Vanuatu a officiellement rétracté cette reconnaissance en juillet 2013, lorsqu'il a établi des relations diplomatiques avec la Géorgie et signé avec elle un protocole reconnaissant son intégrité territoriale. Les Tuvalu ont fait de même en mars 2014, également à l’occasion de l’établissement de relations diplomatiques avec la Géorgie.
Les puissances occidentales, la France en premier lieu, ont immédiatement réagi en annonçant qu'elles ne reconnaissaient pas l'indépendance de l'Ossétie du Sud et de l'Abkhazie. De son côté, la Géorgie a dénoncé « une annexion » par la Russie.

### États ayant reconnu l'indépendance
- Russie[50].
- Nauru[6].
- Nicaragua[54].
- Venezuela[55].
- Syrie[56].

### États ayant reconnu puis annulé leur reconnaissance de l'indépendance du pays
- Vanuatu a reconnu l'Abkhazie en juin 2011 mais l'élection du gouvernement de Sato Kilman est annulée. Le gouvernement intérimaire d'Edward Natapei annule cette reconnaissance[57] mais Kilman redevient premier ministre en juillet et reconnaît une nouvelle fois l'Abkhazie. Le gouvernement de Moana Carcasses Kalosil arrivé au pouvoir en 2013 annule la reconnaissance de l'Abkhazie en mai 2013[58],[59].
- Tuvalu[7] a reconnu l'Abkhazie en septembre 2011, avant de revenir sur cette décision en mars 2014.

### États non membres de l’ONU ayant reconnu l'indépendance
- Ossétie du Sud-Alanie[60].
- Transnistrie[61].
- République du Haut-Karabagh (gouvernement en exil depuis 2023)[réf. nécessaire]
- République serbe de Krajina (gouvernement en exil)[62]

## Politique
L'Abkhazie est une république présidentielle avec un système multi-partis, dans lequel le président est à la fois chef de l'État et chef du gouvernement. Le pouvoir exécutif est exercé par le gouvernement de la république d'Abkhazie. Le Premier ministre est nommé par le président. Le pouvoir législatif est exercé par le gouvernement et l'Assemblée du peuple (35 membres élus pour cinq ans au scrutin uninominal majoritaire à deux tours dans autant de circonscriptions). La dernière élection parlementaire s'est tenue du 12 au 26 mars 2022. Les ethnies autres que les Abkhazes (en particulier Arméniens et Géorgiens) sont sous-représentées à l'Assemblée.
La Géorgie maintient un gouvernement abkhaze en exil à Tbilissi qu'elle reconnaît comme seul gouvernement légitime de l'Abkhazie.

### Partis politiques
- Parti communiste d'Abkhazie (en)
- Forum pour l'union nationale de l'Abkhazie (en) (dont est issu Raul Khadjimba)
- Parti pour le développement économique de l'Abkhazie (en)
- Parti populaire d'Abkhazie (en)
- Abkhazie unie (en)

## Économie

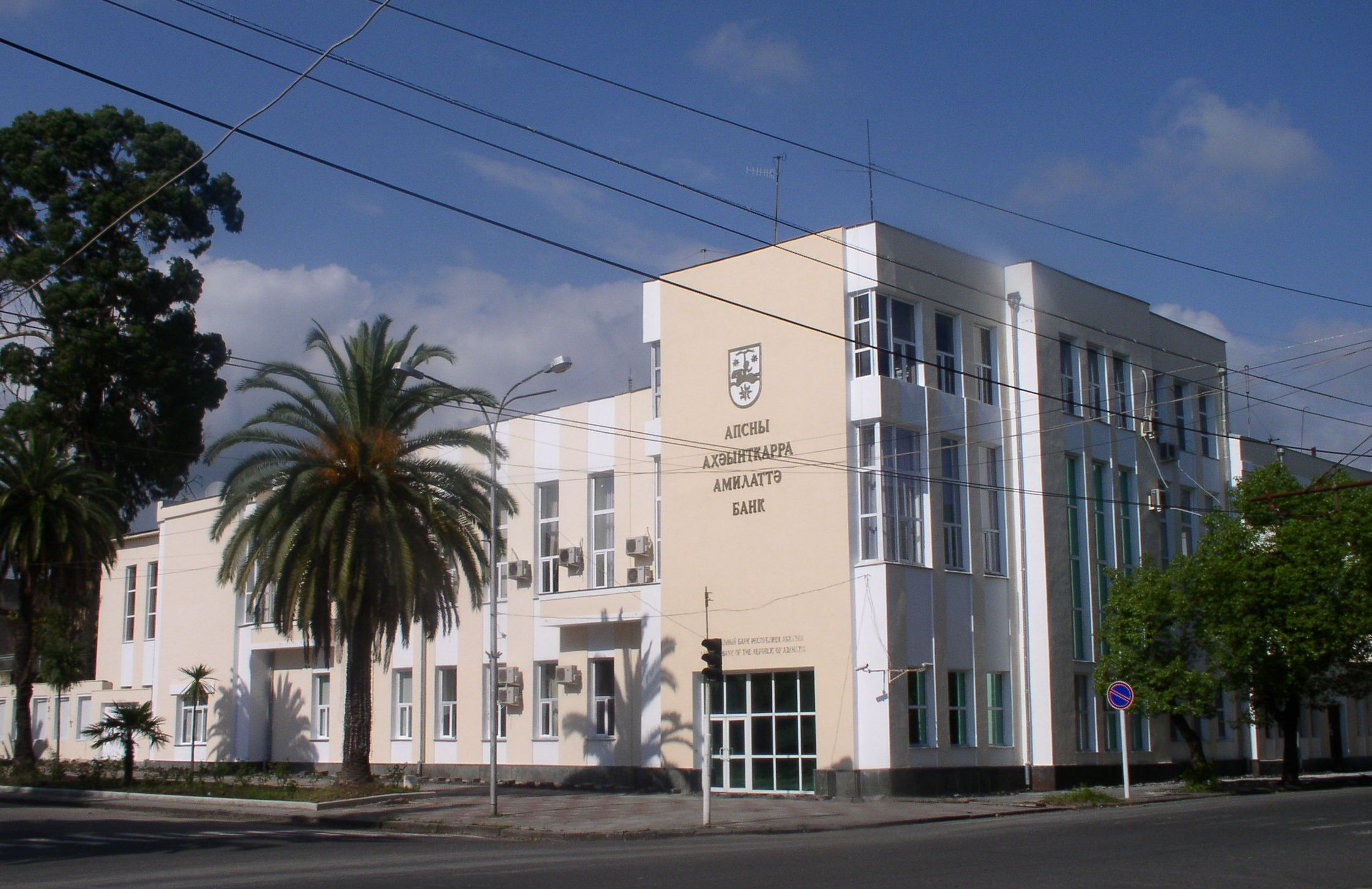
La banque nationale abkhaze à Soukhoumi.

L’économie abkhaze dépend aujourd'hui à 70 % de donations russes et fonctionne avec des roubles. La perspective des Jeux olympiques d'hiver de Sotchi, en 2014, permet à l'Abkhazie d'améliorer ses structures touristiques.
Outre le tourisme, l'Abkhazie est un pays vinicole, depuis au moins le IIIe siècle av. J.-C., à l'époque des Grecs pontins, puis des Romains. Strabon évoque Dioskurias (l'actuelle Soukhoumi) comme une région de viticulture. Ensuite, du temps des Romains, son vin demi-doux était célèbre.
Au XIXe siècle, le prince abkhaze Nicolas Atchba avait de grands domaines produisant du vin. Aujourd'hui parmi les vins abkhazes, on peut citer le Radeda rouge, issu du cépage Isabelle du vitis labrusca, exploité depuis 2002 ; le Bouquet d'Abkhazie rouge demi-doux, cultivé depuis 1929, issu du cépage Isabelle ; le Lykhny demi-doux ; l'Apsny, mélange de sapéravi et de cabernet, etc. parmi les blancs, on peut citer le Psoou demi-doux. La production vinicole a été entièrement réorientée en 2002, pour aboutir à des vins mieux vinifiés correspondant à une meilleure qualité.
L'agriculture est présente avec la production de mandarines, d'oranges, de citrons, de thé, de tabac, de noix, de maïs... Avant 1914, la région produisait du tabac de qualité.
Cependant 60 % de l'économie abkhaze est issue du commerce de détail.
Les ressources énergétiques ne sont pas à la hauteur des besoins à cause du récent blocus, mais toutefois un barrage électrique sur la rivière Ingour fonctionne. 50 % de son énergie va à la Géorgie et 50 % à l'Abkhazie qui en revend 20 % au kraï de Krasnodar en Russie.
Une source de pétrole a été découverte au large des côtes abkhazes.
L'Abkhazie possède deux aéroports, celui de Soukhoumi et celui de Bombora, près de Goudaouta.

### Tourisme
Le tourisme est au cœur de l'effort de relance de l'économie par le gouvernement abkhaze et depuis 2004 les touristes reviennent. Parmi les 400 000 touristes, on compte 97 % de Russes. Le volume de nuitées est passé de 220 000 en 2004 à 900 000 en 2007.
Dans les monts de Gagra au nord-ouest du pays, se trouvent les gouffres de Veryovkina et Krubera-Voronja, les deux cavités naturelles souterraines les plus profondes du monde.

## Démographie
La démographie de l'Abkhazie a connu de profonds changements depuis les années 1990. Lors du dernier recensement soviétique en 1989, la population se montait à 500 000 habitants, dont 48 % de Géorgiens (principalement des Mingrèles), 17 % d'Abkhazes et 35 % autres (principalement Circassiens, Russes, Arméniens, Pontiques).
En 1992, l'Abkhazie fait sécession de la Géorgie. Pendant cette période troublée, la majeure partie de la population géorgienne (environ 250 000 personnes) fut expulsée de force. Ce contentieux n'était pas encore réglé en 2020.
Après la guerre de 1992-1993, les Abkhazes représentent 29 % de la population, tout comme les Géorgiens. Les Arméniens représentent 20 % et les Russes 16 %. Il existe aussi d'autres peuples caucasiens. La religion majoritaire est le christianisme orthodoxe.

### Recensement de 2003
- Population totale : 215 275
- Abkhazes : 94 606 (43,947 %)
- Géorgiens : 45 953 (21,346 %)
- Arméniens 44 870 (20,843 %)
- Russes : 23 420 (10,879 %)
- Grecs pontiques : 1 486 (0,690 %)
- Estoniens : 300 (0,139 %)[68]

60 % des citoyens d'Abkhazie se déclarent chrétiens orthodoxes et 16 % musulmans sunnites, 8 % sont indécis et le reste, 16 %, indifférents ou athées.

### Recensement de 2011
- Population totale : 240 705
- Abkhazes : 122 069 (50,7 %)
- Géorgiens : 46 367 (19,2 %)
- Arméniens 41 864 (17,4 %)
- Russes : 22 077 (9,1 %)
- Grecs : 1 380 (0,6 %)

### Religion

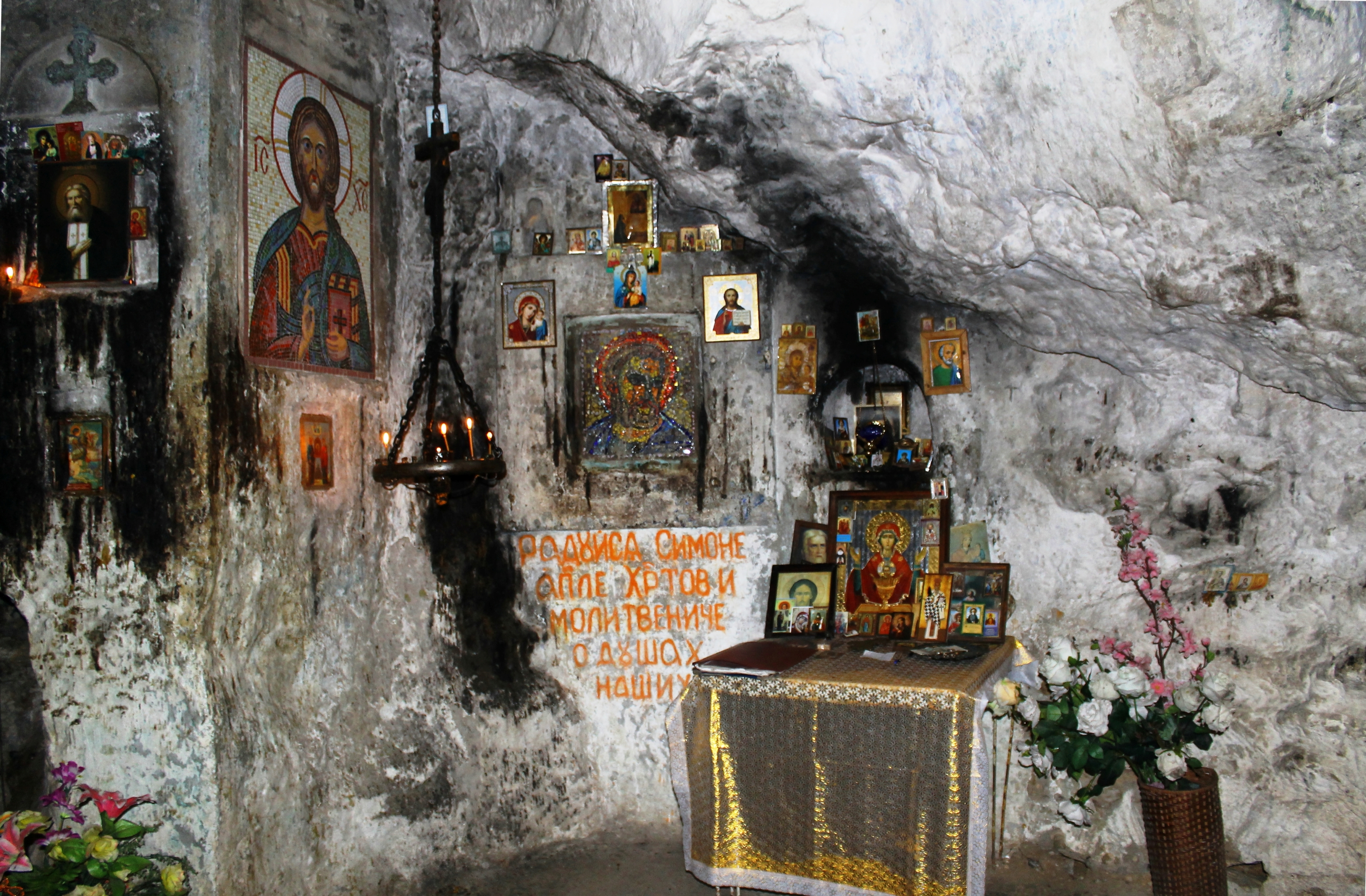
La grotte de Simon le Cananéen.

D'après un sondage réalisé en 2003, 60 % des abkhazes se déclarent chrétiens (principalement de culte orthodoxes ou arméniens), 16 % se déclarent musulmans sunnites, 8 % se déclarent athée ou irréligieux et 2 % se déclarent néopaïens. On note aussi de petites communautés juives et quelques témoins de Jéhovah.

## Médias
- Apsnypress, agence de presse officielle détenue par le gouvernement, fondée le 31 janvier 1995.
- Abkhazian Network News Agency ou ANNA News, fondée en 2011, en langue russe.

## Sport
L'Abkhazie est membre de la ConIFA (organisation de football regroupant certains États, minorités, régions ou nations non affiliés à la FIFA). L'Abkhazie a d'ailleurs remporté la coupe du monde masculine une fois en 2016, à la suite de trois participations.